# Carl Tietz
Carl Tietz (* 25. Januar 1831 in Jastrow, Westpreußen; † 3. August 1874 in Oberdöbling) war ein deutscher Architekt des Historismus, der in Österreich lebte und arbeitete.
Carl Tietz, der aus einfachen Verhältnissen stammte, absolvierte eine Lehre als Maurer und arbeitete später als Bauleiter bei Eduard Titz (der nicht mit ihm verwandt war). 1852 legte er die handwerkliche Meisterprüfung ab. Da ihm im gleichen Jahr von Eduard Titz der Bau des Circus Renz in Wien übertragen wurde, kam Carl Tietz nach Österreich und blieb forthin hier als Architekt. In Wien gehörte Tietz zu den Ringstraßen-Architekten. Er errichtete zahlreiche bedeutende Palais im Stil des „strengen Historismus“. Im Jahre 1869, bevor er psychisch erkrankte, hatte er in Wien 36 verschiedene Baustellen. Er starb in einer privaten Nervenklinik in Oberdöbling.

## Bauten
- Bauleitung für den Circus Renz in Wien 2., Zirkusgasse (1853–1854)
- Neue Synagoge in Landsberg an der Warthe (1853–1854)
- Galvagnihof in Wien 1., Hoher Markt 10–11 (1854)
- Palais Schlick in Wien 9., Türkenstraße 25 (1856–1858)
- Grand Hotel in Wien 1., Kärntner Ring 9 (1861–1865)
- Maschinenfabrik in Wien-Alsergrund für Georg Sigl in Wien 9., Währinger Straße 59 (1866)
- Palais Klein in Wien 1., Dr.-Karl-Lueger-Platz 2 (1867)
- Umbau des Esterhazybades in Wien 6. (1868)
- Bürgerspitalfondshaus in Wien 1., Schottenring 28–30 (1869–1870)
- Wohnhaus Schottenring 10 in Wien 1. (1870–1871)
- Palais Gutmann in Wien 1., Kantgasse 6 (1871)
- Liesinger Brauhaus

Synagoge Landsberg im byzantinischen Stil (1853–1854)
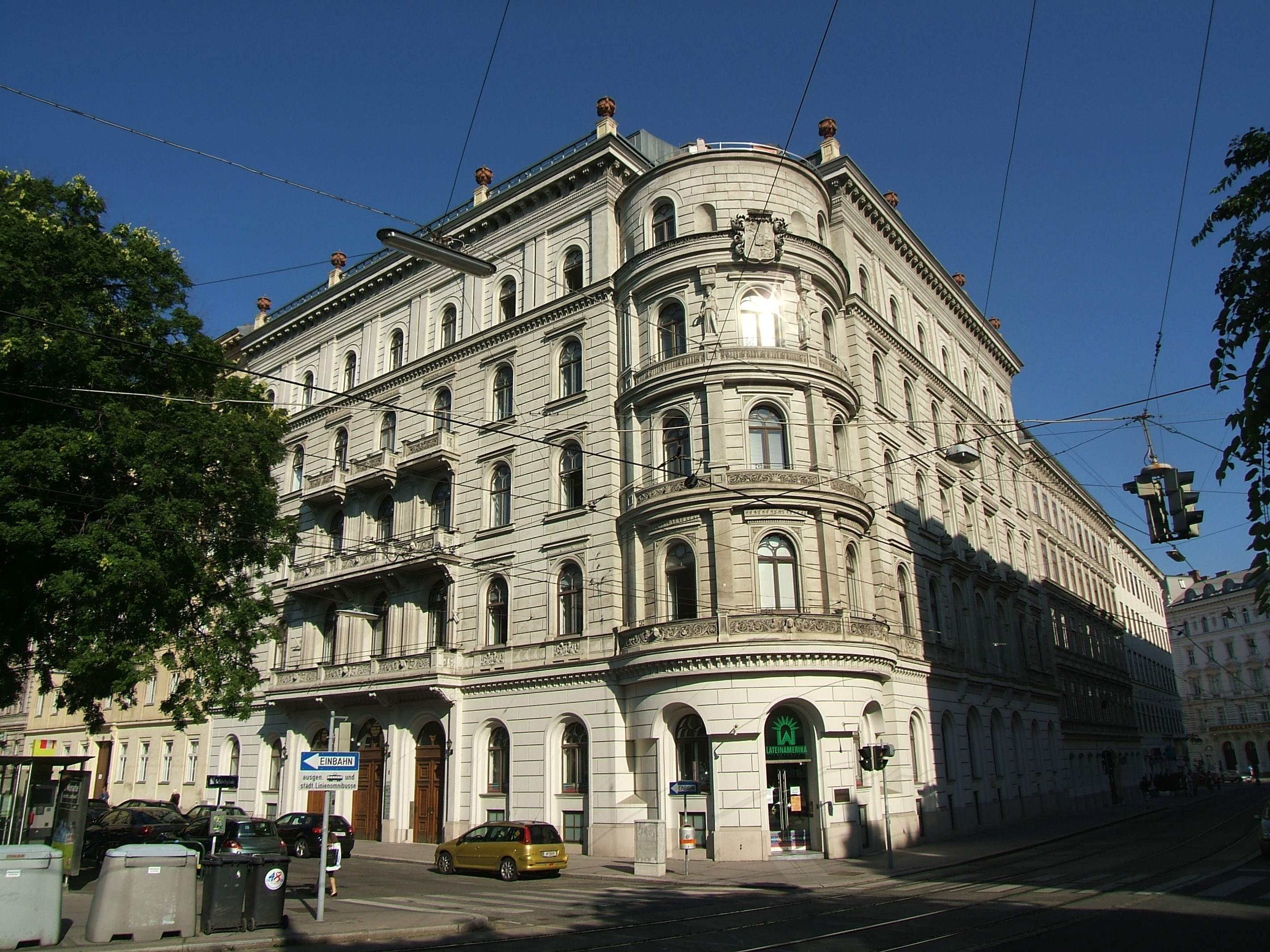
Palais Schlick in Wien (1856–1858)
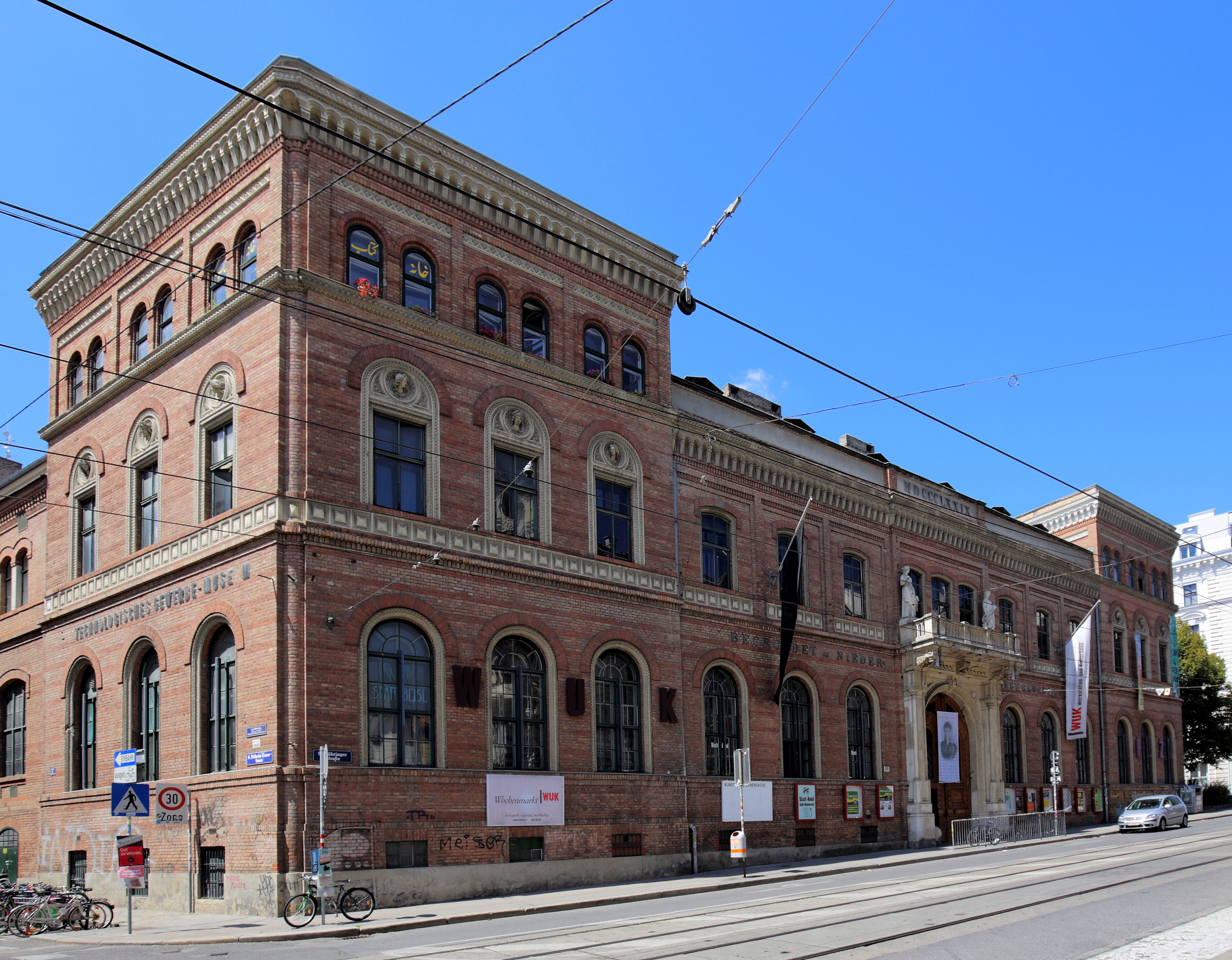
Wohn- und Bürogebäude an der Währinger Straße in Wien (1866)
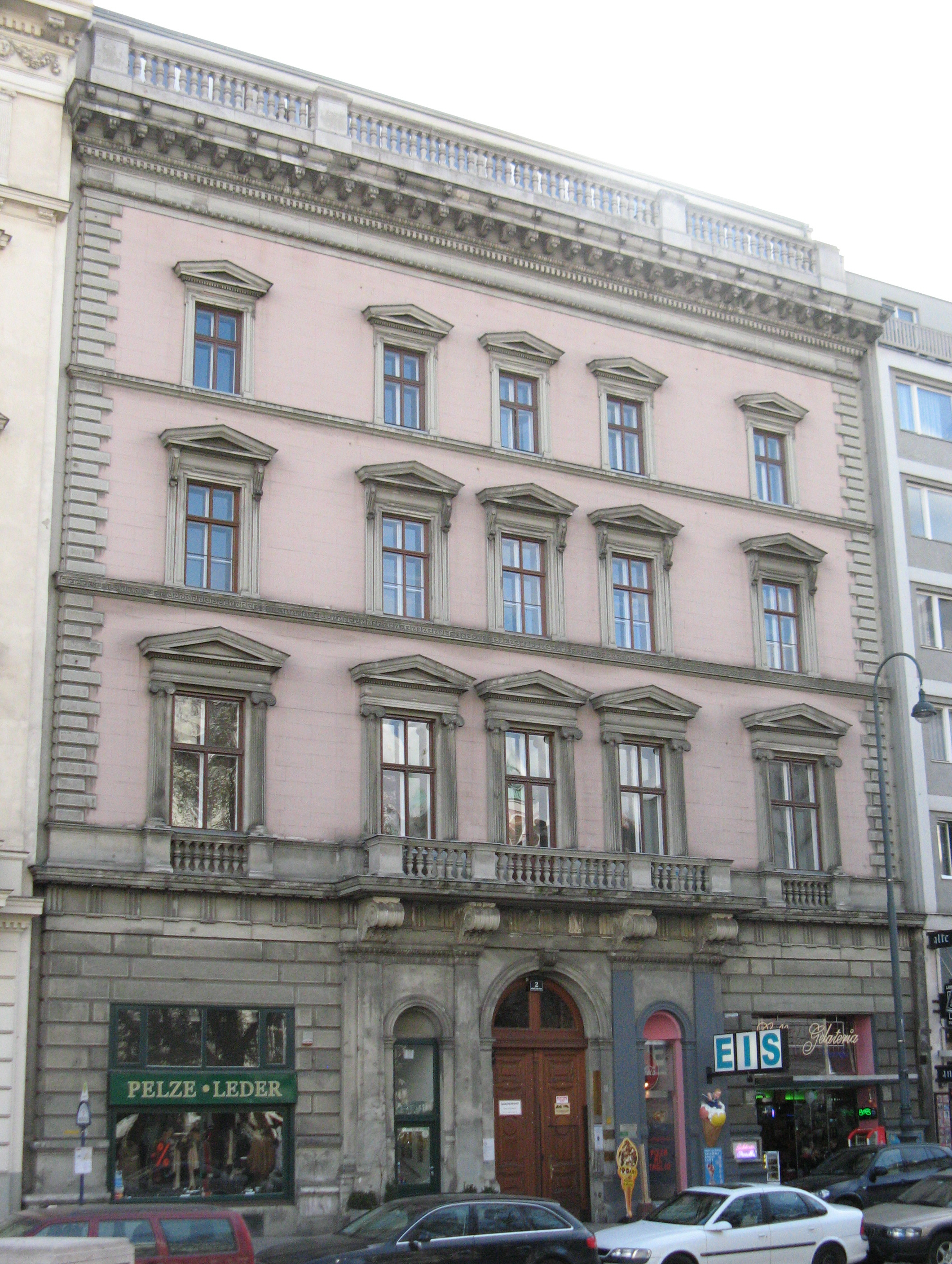
Palais Klein in Wien (1867)